# 方面委員
方面委員（ほうめんいいん）は、低所得者層の救済など地域の社会福祉事業を目的とする活動を行っていた名誉職委員であり、今日の民生委員の前身にあたる。

## 概要
そもそもは1918年（大正7年）に当時の大阪府知事林市蔵とその政治顧問だった小河滋次郎がドイツのハンブルクで行われていたエルバーフェルト・システムを元に考案したものである。同年、方面委員制度が発足し、地区ごとに委員が選出され、柳原吉兵衛などが代表に名を連ねた。
日本において初期の頃は、財源確保に玄関先をまわって募金を願い歩く草の根運動的な活動であった。大抵の場合は思うように資金が集まらなかったが、郷士、政治家など活動に感銘した有志が増えてくるにつれて、自治体や地域の社寺などを中心に方面委員助成会連合会の支部が地域で組織化されていき10年後の1928年（昭和3年）には全都道府県に設置され、1931年（昭和6年）に全国組織として財団法人を設立させる。昭和11年（1936年）11月14日勅令第398号「方面委員令」にて、法制度化された。1938年（昭和13年）1月11日勅令第20号「厚生省官制及保険院官制制定ニ際シ栄養研究所官制其ノ他ノ勅令中改正ノ件」で改正。
1936年（昭和11年）、大正天皇の「御命日十年式年祭」にあたり、皇太后（貞明皇后）から全国の方面委員の功労者92人が表彰、記念の硯箱が下賜された。また事業に特に功績のあった故人渋沢栄一、笠井信一、小川滋次郎の各遺族に対しては御菓子が下賜されている。
1946年（昭和21年）に廃止および9月13日勅令第426号「民生委員令」への改制を経て民生委員へ制度が改められる。

## 来歴
- 1931年（昭和6年） 財団法人として全日本方面委員聯盟を設立。
- 1936年（昭和11年） 方面委員令の制定。
- 1946年（昭和21年） 方面委員令および全日本方面委員聯盟の廃止。新制度の民生委員へ移行する。